# Endoxyla populi
Endoxyla populi är en svampart som tillhör divisionen sporsäcksvampar, och som beskrevs av Romell. Endoxyla populi ingår i släktet Cryptosphaeria, och familjen Diatrypaceae. Arten är reproducerande i Sverige.